# Enric Coris Gruart
Enric Coris Gruart   (Llagostera - Cassà de la Selva, 15 de maig de 1966) va ser un veterinari llagosterenc que va exercir a Cassà de la Selva, on fou veterinari titular. També va ser president del Col·legi oficial de veterinaris de Girona. Fou pioner en l'aplicació de tècniques d'altres països per millorar l'eficàcia dels tractaments. El seu llegat va dotar un premi d'estudis veterinaris que porta el seu nom.

## Premi de veterinària
En el seu testament signat el 12 d'agost del 1954 davant Francesc Llach, va establir que part del seu llegat seria per a la Facultat de Veterinària de Saragossa per crear un premi per a treballs científics inèdits relacionats amb l'àmbit veterinari. El 18 de març del 1967, un any després de la seva mort, es va fer un acte d'homenatge amb autoritats, destacant la seva dedicació per la veterinària. Aquest guardó, que gestiona el Patronato de la Fundación Enrique Coris Gruart es va convocar per primera vegada el 1972. El primer secretari de la Fundació que gestiona el llegat va ser Josep Maria Coris, nebot d'Enric Coris, que va ser-ho fins que va morir, el 2001. El 16 de setembre del 1972 es va fer el primer lliurament de premis, a la Casa de Cultura de Girona.

## Reconeixements
Cassà de la Selva li va dedicar un carrer el 1969.
Davant la Facultat de Veterinària de Saragossa hi ha una escultura d'Enric Coris, un bust elaborat per l'escultor Jordi Dalmau Casanovas.